# AEGON Championships 2017
AEGON Championships 2017, známý také pod tradičním názvem Queen's Club Championships 2017,, byl tenisový turnaj pořádaný jako součást mužského okruhu ATP World Tour který se odehrával v Queen's Clubu na otevřených travnatých dvorcích. Probíhal mezi 19. až 25. červnem 2017 v britském hlavním městě Londýně jako čtyřicátý šestý ročník turnaje.
Turnaj s rozpočtem 1 966 095 eur patřil do kategorie ATP World Tour 500. Nejvýše nasazeným v singlové soutěži se stal první hráč světa a dvojnásobný obhájce titulu Andy Murray ze Spojeného království, kterého v úvodním kole vyřadil šťastný poražený kvaifikant Jordan Thompson. Jako poslední přímý účastník do hlavní soutěže ve dvouhře  nastoupil ruský 65. hráč žebříčku Daniil Medveděv.
Do ochozů nově zrekonstruovaného centrálního dvorce se vtěsnalo 10 tisíc diváků.
Španěl Feliciano López, jenž postoupil po MercedesCupu do druhého finále na trávě v řadě, si z tohoto povrchu odvezl třetí kariérní titul, debutový v kategorii ATP 500 a šestý celkově. Čtyřhru ovládl britsko-brazilský pár Jamie Murray a Bruno Soares, pro jehož členy to byla šestá společná trofej.

## Rozdělení bodů a finančních odměn

### Rozdělení bodů
| Soutěž  | vítězové | finalisté | semifinalisté | čtvrtfinalisté | 16 v kole | 32 v kole | Q  | Q2 | Q1 |
| ------- | -------- | --------- | ------------- | -------------- | --------- | --------- | -- | -- | -- |
| dvouhra | 500      | 300       | 180           | 90             | 45        | 0         | 20 | 10 | 0  |
| čtyřhra | 500      | 300       | 180           | 90             | 0         | —         | —  | —  | —  |

### Finanční odměny
| Soutěž                              | vítězové | finalisté | semifinalisté | čtvrtfinalisté | 16 v kole | 32 v kole | 64 v kole | Q2     | Q1     |
| ----------------------------------- | -------- | --------- | ------------- | -------------- | --------- | --------- | --------- | ------ | ------ |
| dvouhra                             | €395 690 | €193 985  | €97 610       | €49 640        | €25 780   | €13 595   | €0        | €3 010 | €1 535 |
| čtyřhra                             | €119 140 | €58 330   | €29 260       | €15 020        | €7 760    | —         | —         | —      | —      |
| částka ve čtyřhře je uvedena na pár |          |           |               |                |           |           |           |        |        |

## Dvouhra

### Nasazení hráčů

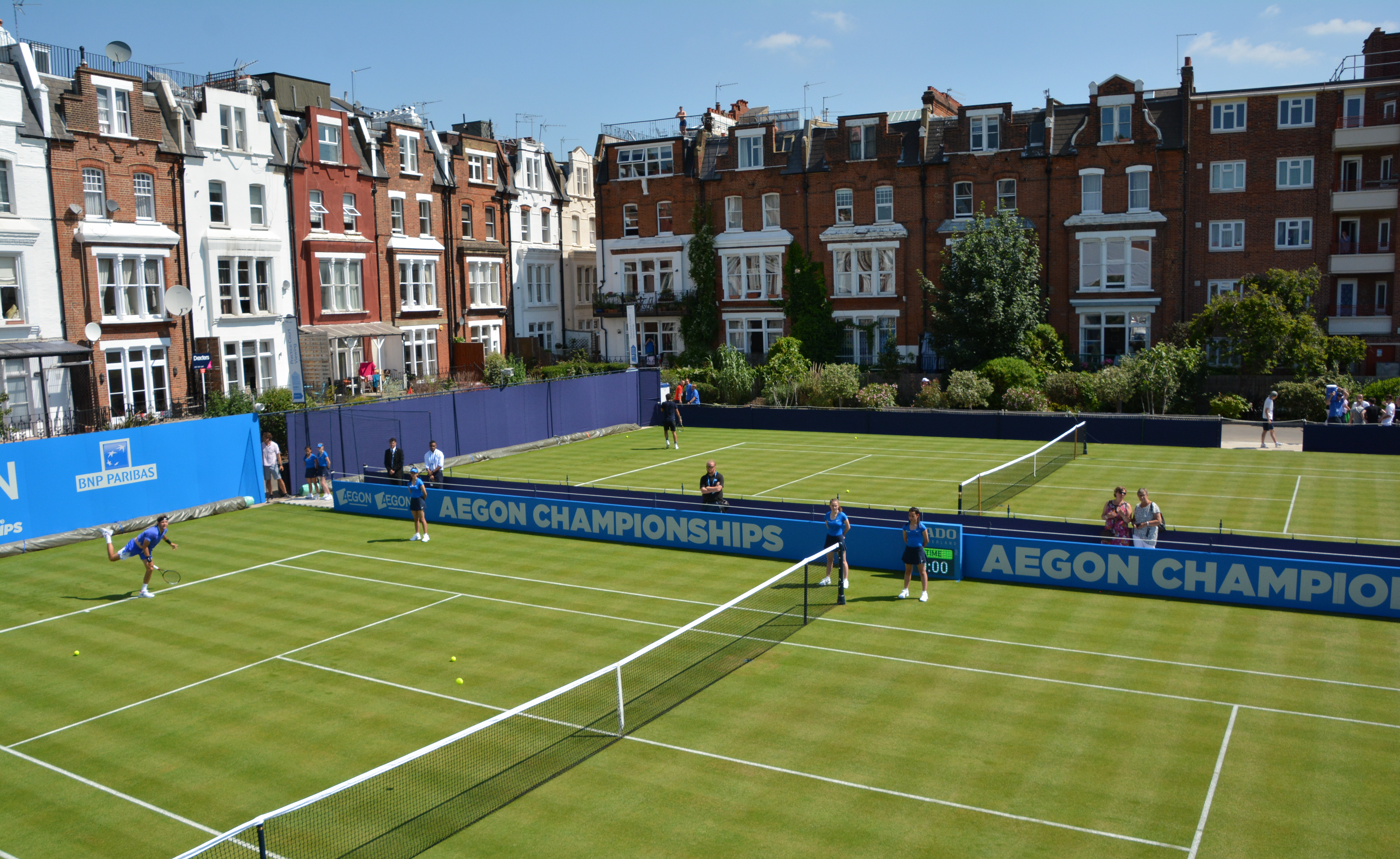
Areál během ročníku 2017

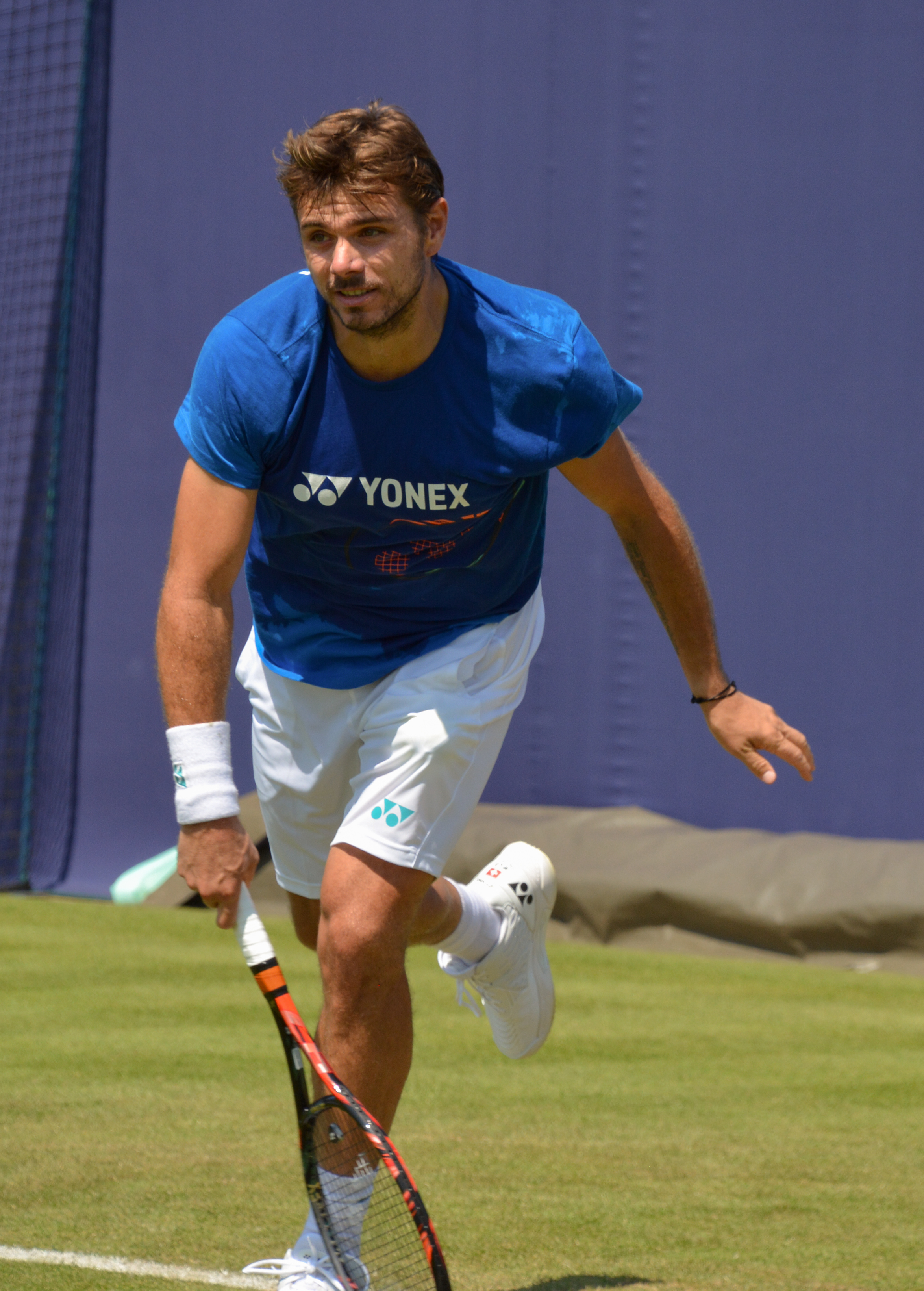
Světová trojka Stan Wawrinka v tréninku

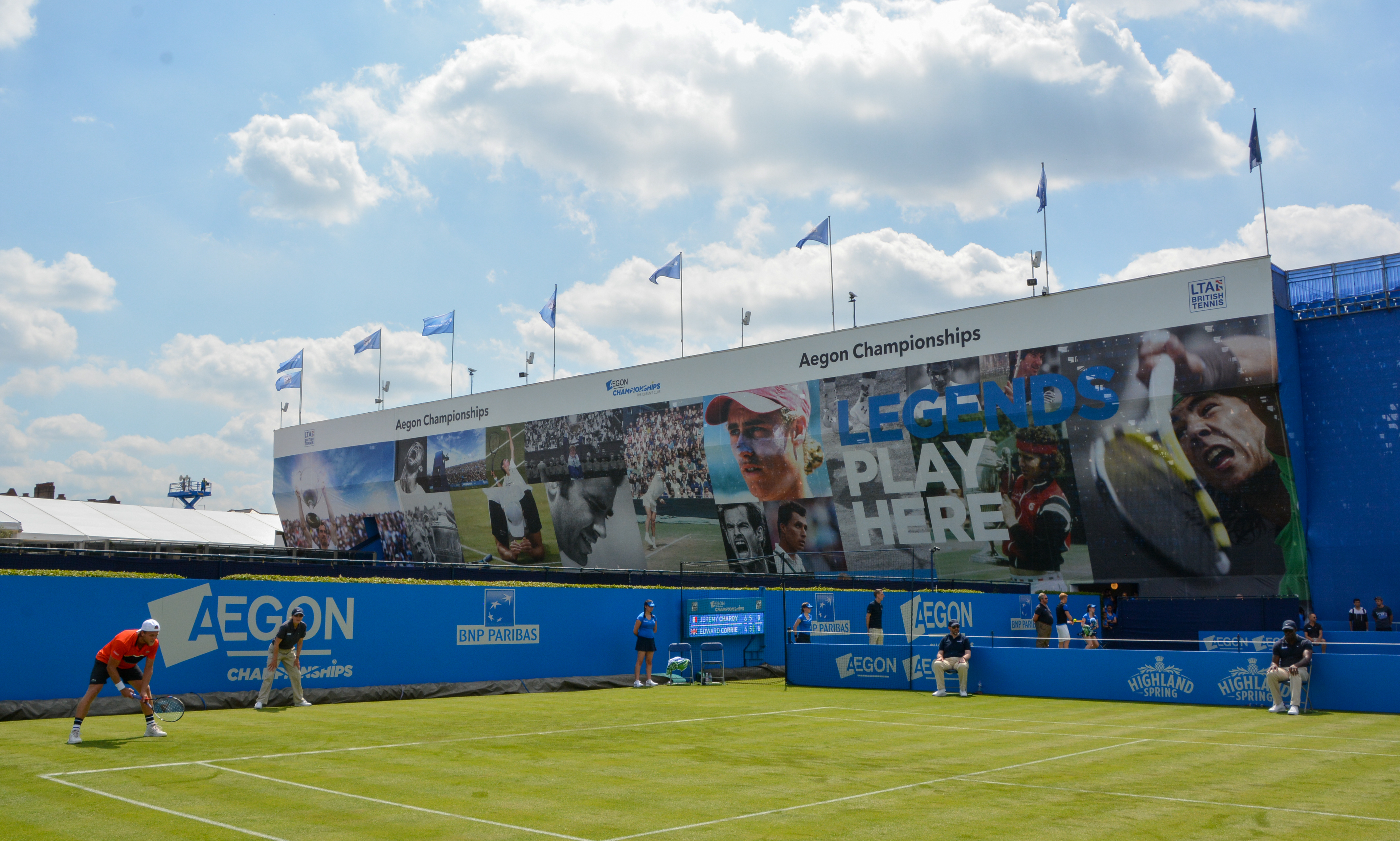
Dvorec č. 2

| Země                           | Hráč               | ATP | Nasazení |
| ------------------------------ | ------------------ | --- | -------- |
| Spojené království             | Andy Murray        | 1.  | 1.       |
| Švýcarsko                      | Stan Wawrinka      | 3.  | 2.       |
| Kanada                         | Milos Raonic       | 6.  | 3.       |
| Chorvatsko                     | Marin Čilić        | 7.  | 4.       |
| Francie                        | Jo-Wilfried Tsonga | 11. | 5.       |
| Bulharsko                      | Grigor Dimitrov    | 12. | 6.       |
| Česko                          | Tomáš Berdych      | 14. | 7.       |
| USA                            | Jack Sock          | 18. | 8.       |
| Austrálie                      | Nick Kyrgios       | 20. | 9.       |
| Žebříček ATP k 12. červnu 2017 |                    |     |          |

### Jiné formy účasti na turnaji
Následující hráči obdrželi divokou kartu do hlavní soutěže:
- Thanasi Kokkinakis
- Cameron Norrie
- James Ward

Následující hráči postoupili z kvalifikace:
- Julien Benneteau
- Jérémy Chardy
- Stefan Kozlov
- Denis Shapovalov

Následující hráči postoupili z kvalifikace jako tzv. šťatní poražení:
- Liam Broady
- Jordan Thompson

### Odhlášení
před začátkem turnaje
- Juan Martín del Potro → nahradil jej  Nikoloz Basilašvili
- David Goffin → nahradil jej  Adrian Mannarino
- Rafael Nadal → nahradil jej  Jordan Thompson
- Diego Schwartzman → nahradil jej  Kyle Edmund
- Jack Sock (poranění kolene)[2] → nahradil jej  Liam Broady

## Čtyřhra

### Nasazení párů
| Země                                                                       | Hráč                  | Země      | Hráč          | ATP | Nasazení |
| -------------------------------------------------------------------------- | --------------------- | --------- | ------------- | --- | -------- |
| Finsko                                                                     | Henri Kontinen        | Austrálie | John Peers    | 3.  | 1.       |
| Francie                                                                    | Pierre-Hugues Herbert | Francie   | Nicolas Mahut | 8.  | 2.       |
| Spojené království                                                         | Jamie Murray          | Brazílie  | Bruno Soares  | 13. | 3.       |
| USA                                                                        | Bob Bryan             | USA       | Mike Bryan    | 16. | 4.       |
| Žebříček ATP k 12. červnu 2017; číslo je součtem umístění obou členů páru. |                       |           |               |     |          |

### Jiné formy účasti

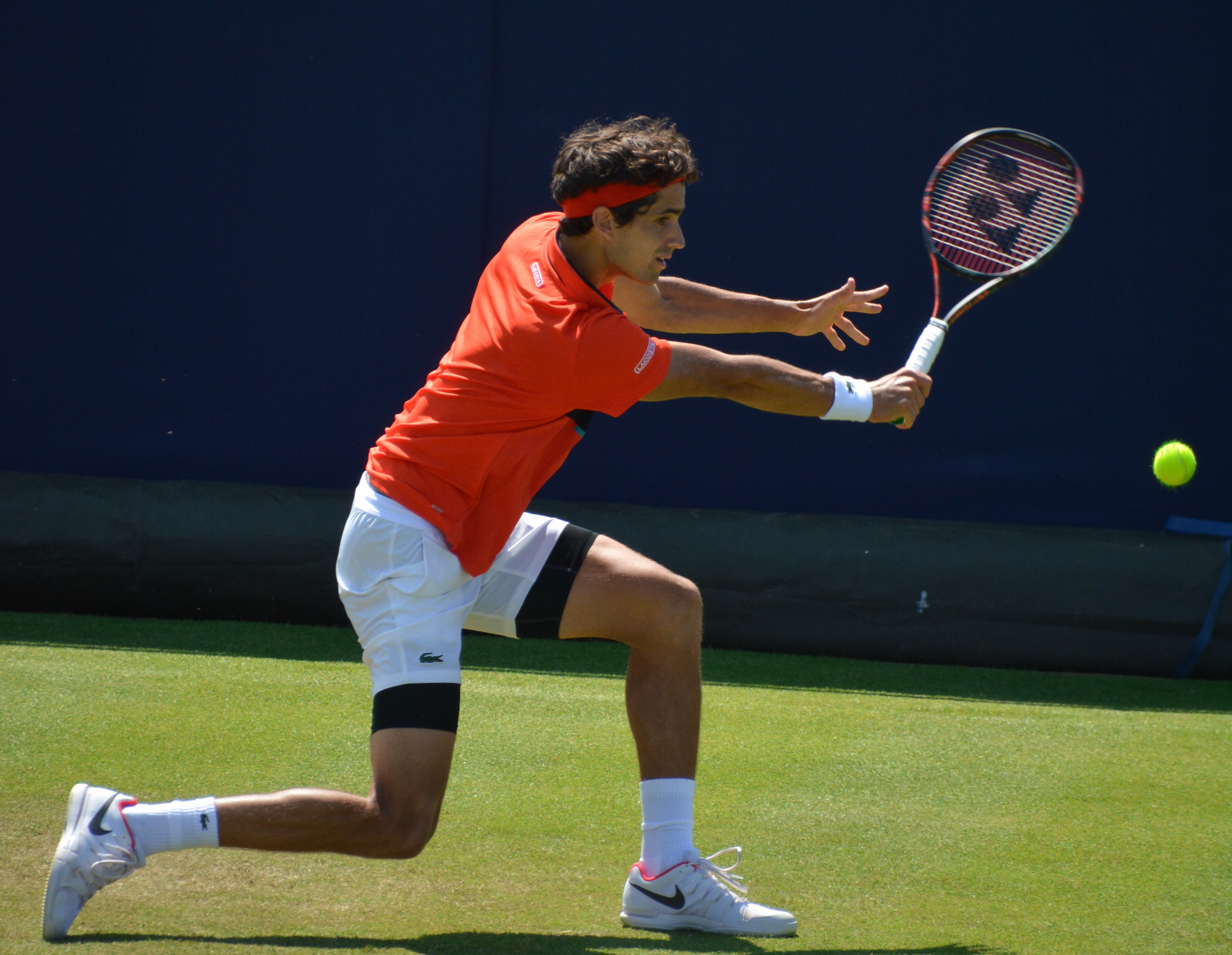
Francouz Pierre-Hugues Herbert

Následující páry obdržely divokou kartu do hlavní soutěže:
- Kyle Edmund /  Thanasi Kokkinakis[6]
- Dominic Inglot /  Nick Kyrgios[6]

Následující pár postoupil z kvalifikace:
- Marcus Daniell /  Marcelo Demoliner[6]

Následující pár postoupil z kvalifikace jako tzv. šťastný poražený:
- Nicholas Monroe /  Donald Young

### Odhlášení
před začátkem turnaje
- Nick Kyrgios

### Skrečování
- Pierre-Hugues Herbert (bolest zad)[2]

## Přehled finále

### Mužská dvouhra
- Feliciano López vs.  Marin Čilić,  4–6, 7–6(7–2), 7–6(10–8)

### Mužská čtyřhra
- Jamie Murray /  Bruno Soares vs.  Julien Benneteau /  Édouard Roger-Vasselin, 6–2, 6–3